# 平田源吾

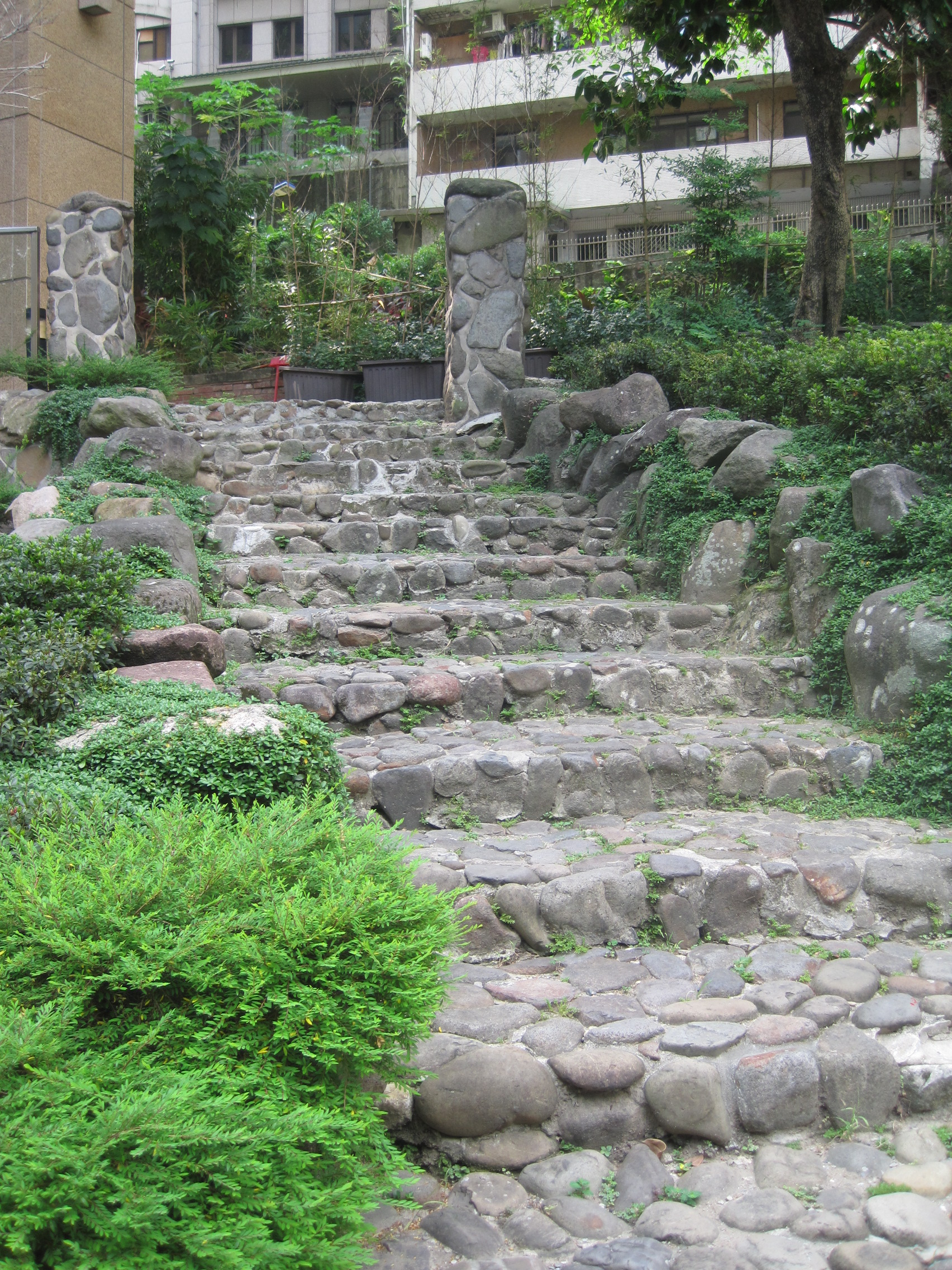
天狗庵遺址（石階），位於日勝生加賀屋旁。

平田源吾（1845年—1919年），日本大阪人，是在臺灣北投開設第一家民營溫泉旅館「天狗庵」的人，著有《北投溫泉誌》。

## 背景
平田源吾在弘化二年（1845年）出生於豐前國中津藩（奧平氏時期；中津藩在今大分縣中津市一帶），本籍是今大阪市中央區北桃谷町。父親是柳原傳兵衛，後因被母方家族的平田治右衛門收為養子而以平田為姓。在他年輕時期，曾與志同道合的同伴參與倒幕行動，並因此受了傷，在右膝蓋上留下子彈擦過的傷痕。而在該行動失敗後他戰時潛伏在立石藩（今大分縣杵築市山香町立石）的親戚家中，之後以浪人身分到各處遊歷並進行武者修行，最後來到了江戶，成為桃井春藏的塾生，日後隨桃井前往大阪。
明治三年（1870年）大阪府設置警察署後，曾在警界任職；之後在主張征韓論的西鄉隆盛、板垣退助、江藤新平等參議下野的影響，他與其他二十多名大阪警察官在明治七年（1874年）辭職。後來在明治十年（1877年），其妻子生下兒子平田剛太郎。明治十八年（1885年），開始在大阪住友家底下的長州櫻鄉銅山進行數年的礦業研究。

## 在臺發展
日本統治臺灣後，他在明治廿八年（1895年）向住友家辭職，打算在臺灣發揮他的礦業專長，而在抵臺之後他先是在瑞芳一帶進行探勘，並向基隆支廳提出約五十萬坪的試掘請願書，但遭當局以該處礦山為皇室財產為由拒絕。遭拒絕之後平田源吾情緒低落，此時他在山區探查時所受的傷開始腐爛，又併發了腳氣病，由於當時基隆欠缺醫療資源，遂前往臺北，寄住在辰馬商店裡。
平田源吾到臺北之後，先是到大稻埕的臺北病院（今臺大醫院前身）就診，但未好轉，遂想到或許可以利用溫泉來療養，之後在醫院裡打聽到有一個叫「patao」的地方有溫泉，但後來進一步追問只知道這地方在淡水河畔的某處。後來他先是搭船在八仙庄渡船頭處上岸尋訪溫泉，但花了一天的時間卻毫無收穫（此日他所去的地方可能是北投對岸的觀音山地區），隔天改從圓山渡口上岸，經過芝山岩進入唭哩岸東邊的山區，並試著向當地人詢問「patao」與溫泉的消息。而在日落的時候，他寫有問句的紙張被年輕人看到，才得知當地人稱溫泉叫「磺水」，並且用紙筆來向對方表示願意付給每人三十錢的代價請他們帶路，最後在傍晚時抵達了北投。然而當時平田源吾是以日本的溫泉來想像北投溫泉，所以抵達時以為自己又找錯了，就在天色已晚打算要回去時，才注意到溪水其實是溫泉水，遂脫衣入浴。原本平田源吾打算在當地的草叢裡過夜，但蚊蟲實在太多，之後在小徑上走著時發現了一戶人家，獲屋主收留才有了棲身之所。而關於平田源吾找到北投溫泉的時間，可能是在明治廿八年（1895年）11月25日初抵北投一帶開始尋找，12月18日時才找到溫泉。而在北投待了十天左右後，平田源吾覺得傷勢有所好轉，且此行準備並不充分，遂決定先回臺北等準備好了隔年（1896年）1月再來，但因為抗日民眾在隔年元旦反攻臺北城，大屯山區又為簡大獅的根據地，故到了3月時平田源吾才又回到北投。
在回到北投之後，平田源吾在當地買了一間房子住下，每天泡溫泉；5月時有位姓慎村的大稻埕憲兵屯所伍長因患了皮膚病前來，希望能寄住下來並藉由溫泉療養，而原本因平田源吾所買的房子只有兩個房間，且設備簡陋所以婉拒，但在慎村伍長不斷請求下遂讓他住下並帶他去泡溫泉，在此同時也順便整理溫泉周遭的環境。後來平田源吾遂在北投經營臺灣第一間民營的溫泉旅館——天狗庵，為北投溫泉業的發展奠下了基礎。